# Aigars Štokenbergs
Aigars Štokenbergs (Riga, RSS de Letònia, 29 d'agost de 1963) és un polític letó.
Štokenbergs va ser Ministre d'Economia de Letònia entre el 8 d'abril i el 7 de novembre de 2006, dins el primer Gabinet Kalvītis. Havia començat la seva carrera en política al Partit Popular, del qual fou expulsat per la direcció el 19 d'octubre de 2007. Dins el segon Gabinet Kalvītis va ser Ministre de Desenvolupament Regional i Govern Local des de 7 de novembre de 2006 fins a 19 d'octubre de 2007, quan se li va demanar la renúncia arran de la seva expulsió del partit. Posteriorment, es va erigir en un dels líders del partit Societat per una altra política, de 2008 a 2011. Més tard, va ingressar a Unitat, com a vicepresident.
Va ser Ministre de Justícia entre 3 de novembre de 2010 i 25 d'octubre de 2011, al segon Gabinet Dombrovskis.